# Anti-Herói (álbum)
Anti-Herói (estilizado em letras maiúsculas) é o segundo álbum de estúdio do cantor brasileiro Jão, lançado em 10 de outubro de 2019 através da Head Media e Universal Music. Foi co-escrito e co-produzido por Jão com Los Brasileiros e Paul Ralphes. Ele também trabalhou com André Jordão, Pedro Tófani e Pedro Calais. 
De acordo com o artista, o projeto é o segundo de uma série de quatro álbuns guiados pelos quatro elementos — terra (Lobos; 2018), ar (Anti-Herói), água (Pirata; 2021) e fogo (Super; 2023).

## Antecedentes
O álbum de estúdio de estreia de Jão, Lobos, foi lançado em 17 de agosto de 2018. Em fevereiro de 2019, em uma entrevista com o POPline, Jão afirmou que tinha começado a escrever e trabalhar em seu segundo álbum de estúdio e que lançaria naquele ano.
Em julho de 2019, Jão lançou "Louquinho" destinada a ser o primeiro single do seu segundo álbum de estúdio. Em 2 de outubro, Jão confirmou que o título do álbum seria Anti-Herói. A capa e a data de lançamento foram divulgadas em 9 de outubro.

## Lançamento e promoção
Anti-Herói foi lançado em 10 de outubro de 2019. Foi disponibilizado para download digital e streaming. Seus CDs foram lançados em 31 de janeiro de 2020.

### Singles
O primeiro single de Anti-Herói, "Enquanto Me Beija", foi lançado em 8 de outubro de 2019. Seu videoclipe foi lançado no mesmo dia. Durante uma entrevista com à Rádio Mix FM em novembro de 2019, Jão confirmou "Essa Eu Fiz pro Nosso Amor" como o segundo single do álbum. A canção foi lançada como segundo single em 28 de novembro de 2019.

### Turnê
Jão anunciou a turnê do álbum, a Turnê Anti-Herói, logo após o lançamento do álbum. A turnê começou em 26 de setembro de 2019 em Rio de Janeiro e terminou em 1 de fevereiro de 2020 em Rio Grande do Sul. Em 28 de julho de 2020, Jão lançou um álbum ao vivo, Turnê Anti-Herói (Ao Vivo).

## Lista de faixas
| Anti-Herói — Edição padrão |                              |                                               |                     |         |  |
| N.º                        | Título                       | Compositor(es)                                | Produtor(es)        | Duração |  |
| 1.                         | "A Última Noite"             | André Jordão Jão Los Brasileiros Pedro Tófani | Los Brasileiros Jão | 4:15    |  |
| 2.                         | "Triste pra Sempre"          | Jão Los Brasileiros Tofani                    | Los Brasileiros Jão | 2:59    |  |
| 3.                         | "Enquanto Me Beija"          | Jão Tófani                                    | Paul Ralphes Jão    | 3:39    |  |
| 4.                         | "Essa Eu Fiz pro Nosso Amor" | Jão Los Brasileiros Tófani                    | Los Brasileiros Jão | 3:15    |  |
| 5.                         | "Fim de Festa"               | Jão                                           | Los Brasileiros Jão | 2:51    |  |
| 6.                         | "Barcelona"                  | Jordão Jão Los Brasileiros Tófani             | Los Brasileiros Jão | 3:25    |  |
| 7.                         | "Você Vai Me Destruir"       | Jão Los Brasileiros Tófani                    | Los Brasileiros Jão | 3:05    |  |
| 8.                         | "VSF"                        | Jão Pedro Calais Tófani                       | Ralphes Jão         | 3:57    |  |
| 9.                         | "Hotel San Diego"            | Jão Los Brasileiros Tófani                    | Los Brasileiros Jão | 3:31    |  |
| 10.                        | ":( (Nota de Voz 8)"         | Jão                                           | Los Brasileiros Jão | 2:25    |  |
| Duração total:             | Duração total:               | Duração total:                                | Duração total:      | 31:22   |  |

## Certificações
| Região                                                        | Certificação | Vendas  |
| ------------------------------------------------------------- | ------------ | ------- |
| Brasil (Pro-Música Brasil)                                    | Ouro         | 40.000‡ |
| ‡ vendas+valores de streaming baseados apenas na certificação |              |         |

## Histórico de lançamento
| Região | Data                  | Formato(s)                 | Gravadora(s)         | Ref.   |
| ------ | --------------------- | -------------------------- | -------------------- | ------ |
| Mundo  | 10 de outubro de 2019 | Download digital streaming | Head Media Universal | [ 7 ]  |
| Brasil | 31 de janeiro de 2020 | CD                         | Universal            | [ 8 ]  |
| Brasil | 3 de novembro de 2023 | Vinil                      | Universal            | [ 17 ] |